# Лешоядова токачка
Лешоядовите токачки (Acryllium vulturinum) са вид средноголеми птици от семейство Токачкови (Numididae), единствен представител на род Acryllium.
Разпространени са в Североизточна Африка, от Сомалия и южна Етиопия през Кения до северните части на Танзания. Достигат дължина 60 – 70 сантиметра, като с голия си врат и глава наподобяват лешояди, откъдето идва и наименованието на вида. Живеят на ята по около 25 екземпляра и се хранят със семена и дребни безгръбначни.